# UMA Acceleration Architecture

Las API XAA/EXA/UXA/SNA son para los controladores de gráficos 2D dentro del servidor X. Tenga en cuenta que el software moderno utiliza Direct Rendering.

Glamor reemplaza DDX, aquí con XWayland.

En informática, UMA Acceleration Architecture (UXA) es la reimplementación de la arquitectura de aceleración gráfica EXA del servidor X.Org desarrollado por Intel. EXA del servidor X.Org desarrollado por Intel. Su mayor diferencia con EXA es el uso de Graphics Execution Manager (GEM), que reemplaza los mapas de tablas de traducción. IEn febrero de 2009 quedó claro que UXA no se fusionaría de nuevo en EXA.
Intel está en transición desde UXA to SNA.

## Implementaciones
En mayo de 2009 se anunció que Ubuntu migraría su aceleración de gráficos para el lanzamiento de Ubuntu 9.10 a UXA.